# А-ха
„А-ха“ (на норвежки: A-ha, изписване със стилизиран шрифт a-ha) е норвежка поп и ню уейв група, сформирана в Осло през 1982 г. Групата е основана от Мортен Харкет (вокали), Магне Фюрюхолмен (кийборд) и Пол Воктор (китара). Придобива известност в средата на 80-те години, след като е открита от Джон Ратклиф, музикант и продуцент.
„А-ха“ постига огромен успех с дебютния си албум Hunting High and Low, издаден през 1985 година. Албумът се изкачва до № 1 в класацията в родната Норвегия, № 2 във Великобритания и № 15 в Билборд в САЩ. От него излизат 2 чуждестранни № 1 сингъла – Take on Me и The Sun Always Shines on T.V.. Той носи на групата номинация за „Грами“ за най-добър нов музикант. Във Великобритания Hunting High and Low затвърждава успеха си и се нарежда сред най-продаваните албуми за 1986 година. След като петият им албум Memorial Beach не успява да постигне търговския успех на предците си, групата се оттегля от музикалната сцена.
След представление на Концерта за Нобеловата награда за мир през 1998 година групата се връща в студиото и записва 6-ия си албум Minor Earth Major Sky (2000), който стига позиция № 1 в Норвегия и води до ново турне. Техният 7-и албум Lifelines излиза през 2002 година, а 8-ият Analogue – през 2005 година. Analogue печели сребърен сертификат във Великобритания, което е най-големият успех за групата от East of the Sun, West of the Moon (1990). После 9-ият им албум Foot of the Mountain излиза за първи път на 19 юни 2009 г. и връща групата в Топ 5 във Великобритания, което не се е случвало от 1988 г., и носи сребърен сертификат там и платинен сертификат в Германия. Албумът се изкачва до позиция № 2 в Норвегия (за пръв път се случва техен албум да не достигне № 1 на родна земя). На 15 октомври 2009 г. групата анонсира, че ще се разпадне след световно турне през 2010 г., т.нар. Турне, завършващо на висока нота.
Групата е продала над 36 милиона албума и 15 милиона сингъла по цял свят.

## Дискография

### Студийни албуми
- „Hunting High and Low“ (1985)
- „Scoundrel Days“ (1986)
- „Stay on These Roads“ (1988)
- „East of the Sun, West of the Moon“ (1990)
- „Memorial Beach“ (1993)
- „Minor Earth Major Sky“ (2000)
- „Lifelines“ (2002)
- „Analogue“ (2005)
- „Foot of the Mountain“ (2009)
- „Cast in Steel“ (2015)
- „True North“ (2022)

### Компилации
- „Headlines and Deadlines – The Hits of A-ha“ (1991)
- „The Definitive Singles Collection 1984 – 2004“ (2004)
- „25“ (2010)

### Live албуми
- „A-ha Live at Vallhall – Homecoming Grimstad Benefit Concert“ (2001)
- „How Can I Sleep with Your Voice in My Head“ (2003)
- „Ending on a High Note: The Final Concert“ (2011)

### EP
- „45 R.P.M. Club“ (1986)
- „Twelve Inch Club“ (1986)
- „Scoundrel Club“ (1987)
- „Road Club“ (1988)

### Box set
- „Minor Earth Major Box“ (2001)

## Турнета
- World Tour (1986 – 1987)
- Stay on These Roads Tour (1988 – 1989)
- East of the Sun West of the Moon Tour (1991)
- Memorial Beach Tour (1993 – 1994)
- Minor Earth Major Sky Tour (2000 – 2001)
- Lifelines Tour (2002 – 2004)
- Analogue Tour (2005 – 2007)
- Foot of the Mountain Tour (2009)
- Ending on a High Note Tour (2010)
- Cast in Steel tour (2015 – 2016)